# Tewodros I.
Tewodros I. (äthiop. ቴዎድሮስ, auch als Theodor I. oder Theodoros I. bezeichnet, Thronname Walde Ambasa ወልደ አምበሳ, dt. „Sohn des Löwen“; * wohl vor 1380; † 1414) war von 1411 bis 1414 Negus Negest (Kaiser) von Äthiopien.
Tewodros I. war der Sohn des äthiopischen Kaisers David I. und entstammte der seit 1270 in Äthiopien herrschenden Salomonischen Dynastie. Nach dem durch Intrigen einflussreicher Mönche herbeigeführten Thronverzicht seines Vaters bestieg Tewodros 1411 den Kaiserthron.
Genaue Informationen über seine Regentschaft liegen nicht vor. Er scheint eine andere Politik als seine Vorgänger betrieben und die Macht der Geistlichkeit ignoriert zu haben. Speziell soll er den Vertrag des Heiligen Bundes außer Kraft gesetzt haben, welcher festlegte, dass ein Drittel des Staatslandes der Kirche gehöre. Tewodros I. soll die Meinung vertreten haben, dass der Reichtum des Staates dem ganzen Volk Nutzen bringen soll. Er begann die Kirchengüter unter den Armen seines Reiches zu verteilen.
Bereits 1414 starb Tewodros I. beim Kampf gegen Muslime am Awash. Beigesetzt wurde er in Merabete.
Seine Regierungszeit galt in den folgenden Jahrhunderten aus unbekannten Gründen als außerordentliche Blütezeit des Reiches, was auch ein Grund dafür war, dass Kassa Hailu bei seiner Machtübernahme 1855 den Namen Theodor II. annahm.
Trotz seiner kirchenfeindlichen Politik wurde Tewodros I. später von der äthiopischen Kirche in die Reihen der Heiligen aufgenommen. Begründet wurde dieser Schritt mit seiner Gottesfürchtigkeit, seiner Barmherzigkeit mit den Armen und der von ihm praktizierten, damals aber unüblichen Beschränkung auf eine Ehefrau.
Nach dem Tod von Tewodros I. bestieg sein jüngerer Bruder Isaak den äthiopischen Thron.